# Борек (Зеленогурський повіт)
Борек (пол. Borek) — село в Польщі, у гміні Тшебехув Зеленогурського повіту Любуського воєводства.
Населення — 126 осіб (2011).
У 1975-1998 роках село належало до Зеленогурського воєводства.

## Демографія
Демографічна структура станом на 31 березня 2011 року:
|          | Загалом | Допрацездатний вік | Працездатний вік | Постпрацездатний вік |
| -------- | ------- | ------------------ | ---------------- | -------------------- |
| Чоловіки | 65      | 15                 | 44               | 6                    |
| Жінки    | 61      | 20                 | 28               | 13                   |
| Разом    | 126     | 35                 | 72               | 19                   |